# Gílson Paulo
Gilson Paulo (ur. 1 maja 1949 r.) – brazylijski trener piłkarski, który obecnie trenuje reprezentację Gwinei Równikowej; stanowisko objął w dniu 3 stycznia 2012 roku. Paulo wcześniej pracował jako dyrektor sportowy w akademii brazylijskiego klubu CR Vasco da Gama.